# Тенута Села е Моска (Сасари)
Тенута Села е Моска је насеље у Италији у округу Сасари, региону Сардинија.
Према процени из 2011. у насељу је живело 4 становника. Насеље се налази на надморској висини од 30 м.